# Bohoyo
Bohoyo település Spanyolországban, Ávila tartományban. Bohoyo Candeleda, Madrigal de la Vera, Villanueva de la Vera, Navalonguilla, Tormellas, Los Llanos de Tormes, Santiago del Tormes és Zapardiel de la Ribera községekkel határos. Lakosainak száma 214 fő (2024).

## Népesség
A település népessége az utóbbi években az alábbiak szerint változott:
| Lakosok száma | 449  | 412  | 399  | 353  | 337  | 312  | 283  | 237  | 231  | 214  |
|               | 2001 | 2004 | 2006 | 2009 | 2011 | 2014 | 2016 | 2019 | 2021 | 2024 |